# جیمز سی. ووفورد
جیمز سی. ووفورد (انگلیسی: James C. Wofford؛ ۳ نوامبر ۱۹۴۴ - ۲ فوریهٔ ۲۰۲۳) ورزشکار اهل ایالات متحده آمریکا بود.
وی در مسابقات کشوری و بین‌المللی در مجموع برندهٔ ۱ مدال طلا، ۲ مدال نقره، ۲ مدال برنز شده بود.